# Cryptophagus demarzoi
Cryptophagus demarzoi is een keversoort uit de familie harige schimmelkevers (Cryptophagidae). De wetenschappelijke naam van de soort werd in 1981 gepubliceerd door Otero & Angelini.